# Vitesse individuelle féminine aux Jeux olympiques d'été de 2016
Navigation
Londres 2012 Tokyo 2020
La vitesse individuelle féminine, épreuve de cyclisme sur piste des Jeux olympiques d'été de 2016, a lieu du 14 au 16 août 2016 sur le vélodrome de Barra, à Rio de Janeiro, au Brésil.

## Résultats

### Qualification
| Rang | Coureuse            | Pays             | Temps  | Vitesse moyenne (km/h) | Notes |
| ---- | ------------------- | ---------------- | ------ | ---------------------- | ----- |
| 1    | Becky James         | Grande-Bretagne  | 10.721 | 67.158                 | Q, RO |
| 2    | Katy Marchant       | Grande-Bretagne  | 10.787 | 66.747                 | Q     |
| 3    | Lee Wai Sze         | Hong Kong        | 10.800 | 66,667                 | Q     |
| 4    | Elis Ligtlee        | Pays-Bas         | 10.803 | 66,648                 | Q     |
| 5    | Zhong Tianshi       | Chine            | 10.820 | 66,543                 | Q     |
| 6    | Kristina Vogel      | Allemagne        | 10.865 | 66,268                 | Q     |
| 7    | Natasha Hansen      | Nouvelle-Zélande | 10.871 | 66,231                 | Q     |
| 8    | Stephanie Morton    | Australie        | 10.875 | 66,207                 | Q     |
| 9    | Anna Meares         | Australie        | 10.947 | 65.771                 | Q     |
| 10   | Simona Krupeckaitė  | Lituanie         | 10.978 | 65,586                 | Q     |
| 11   | Anastasia Voynova   | Russie           | 10.985 | 65.544                 | Q     |
| 12   | Kate O'Brien        | Canada           | 11.020 | 65.336                 | Q     |
| 13   | Laurine van Riessen | Pays-Bas         | 11.023 | 65.318                 | Q     |
| 14   | Miriam Welte        | Allemagne        | 11.038 | 65.229                 | Q     |
| 15   | Gong Jinjie         | Chine            | 11.068 | 65.052                 | Q     |
| 16   | Virginie Cueff      | France           | 11.099 | 64.871                 | Q     |
| 17   | Monique Sullivan    | Canada           | 11.143 | 64.615                 | Q     |
| 18   | Olga Ismayilova     | Azerbaïdjan      | 11.152 | 64.562                 | Q     |
| 19   | Tania Calvo         | Espagne          | 11.162 | 64.505                 |       |
| 20   | Lisandra Guerra     | Cuba             | 11.171 | 64.453                 |       |
| 21   | Fatehah Mustapa     | Malaisie         | 11.207 | 64.246                 |       |
| 22   | Daria Shmeleva      | Russie           | 11.230 | 64.114                 |       |
| 23   | Olivia Podmore      | Nouvelle-Zélande | 11.315 | 63.632                 |       |
| 24   | Juliana Gaviria     | Colombie         | 11.505 | 62.581                 |       |
| 25   | Sandie Clair        | France           | 11.517 | 62.516                 |       |
| 26   | Helena Casas        | Espagne          | 11.707 | 61,502                 |       |
| 27   | Ebtissam Mohamed    | Égypte           | 11.920 | 60,403                 |       |

### Premier tour
| Nom             | Pays            | Temps  | Vitesse moyenne (km/h) |
| --------------- | --------------- | ------ | ---------------------- |
| Becky James     | Grande-Bretagne | 11.367 | 63.285                 |
| Olga Ismayilova | Azerbaïdjan     | +0.165 | +0.165                 |

| Nom            | Pays      | Temps  | Vitesse moyenne (km/h) |
| -------------- | --------- | ------ | ---------------------- |
| Lee Wai Sze    | Hong Kong | 11.355 | 63.408                 |
| Virginie Cueff | France    | +0.089 | +0.089                 |

| Nom           | Pays      | Temps  | Vitesse moyenne (km/h) |
| ------------- | --------- | ------ | ---------------------- |
| Zhong Tianshi | Chine     | 11.310 | 63.660                 |
| Miriam Welte  | Allemagne | +0.499 | +0.499                 |

| Nom            | Pays             | Temps  | Vitesse moyenne (km/h) |
| -------------- | ---------------- | ------ | ---------------------- |
| Natasha Hansen | Nouvelle-Zélande | 11.400 | 63.157                 |
| Kate O'Brien   | Canada           | +0.183 | +0.183                 |

| Nom                | Pays      | Temps  | Vitesse moyenne (km/h) |
| ------------------ | --------- | ------ | ---------------------- |
| Simona Krupeckaitė | Lituanie  | 11.308 | 63.671                 |
| Anna Meares        | Australie | +0.408 | +0.408                 |

| Nom              | Pays            | Temps  | Vitesse moyenne (km/h) |
| ---------------- | --------------- | ------ | ---------------------- |
| Katy Marchant    | Grande-Bretagne | 11.499 | 62.614                 |
| Monique Sullivan | Canada          | +0.150 | +0.150                 |

| Nom          | Pays     | Temps  | Vitesse moyenne (km/h) |
| ------------ | -------- | ------ | ---------------------- |
| Elis Ligtlee | Pays-Bas | 11.425 | 63.019                 |
| Gong Jinjie  | Chine    | +0.104 | +0.104                 |

| Nom                 | Pays      | Temps  | Vitesse moyenne (km/h) |
| ------------------- | --------- | ------ | ---------------------- |
| Kristina Vogel      | Allemagne | 11.279 | 63.835                 |
| Laurine van Riessen | Pays-Bas  | +0.179 | +0.179                 |

| Nom               | Pays      | Temps  | Vitesse moyenne (km/h) |
| ----------------- | --------- | ------ | ---------------------- |
| Anastasia Voynova | Russie    | 11.503 | 62.592                 |
| Stephanie Morton  | Australie | +0.097 | +0.097                 |

### Repêchage du premier tour
| Nom                 | Pays        | Temps  | Vitesse moyenne (km/h) |
| ------------------- | ----------- | ------ | ---------------------- |
| Anna Meares         | Australie   | 11.716 | 61.454                 |
| Olga Ismayilova     | Azerbaïdjan | +0.065 | +0.065                 |
| Laurine van Riessen | Pays-Bas    | +0.072 | +0.072                 |

| Nom              | Pays      | Temps  | Vitesse moyenne (km/h) |
| ---------------- | --------- | ------ | ---------------------- |
| Miriam Welte     | Allemagne | 11.466 | 62.794                 |
| Kate O'Brien     | Canada    | +0.061 | +0.061                 |
| Monique Sullivan | Canada    | +0.154 | +0.154                 |

| Nom              | Pays      | Temps  | Vitesse moyenne (km/h) |
| ---------------- | --------- | ------ | ---------------------- |
| Virginie Cueff   | France    | 11.496 | 62.630                 |
| Stephanie Morton | Australie | +0.012 | +0.012                 |
| Gong Jinjie      | Chine     | +0.188 | +0.188                 |

### Deuxième tour
| Nom            | Pays            | Temps  | Vitesse moyenne (km/h) |
| -------------- | --------------- | ------ | ---------------------- |
| Becky James    | Grande-Bretagne | 11.375 | 63.296                 |
| Virginie Cueff | France          | +0.037 | +0.037                 |

| Nom         | Pays      | Temps  | Vitesse moyenne (km/h) |
| ----------- | --------- | ------ | ---------------------- |
| Lee Wai Sze | Hong Kong | 11.551 | 62.332                 |
| Anna Meares | Australie | +0.081 | +0.081                 |

| Nom               | Pays   | Temps  | Vitesse moyenne (km/h) |
| ----------------- | ------ | ------ | ---------------------- |
| Anastasia Voynova | Russie | 11.271 | 63.880                 |
| Zhong Tianshi     | Chine  | +0.001 | +0.001                 |

| Nom           | Pays            | Temps  | Vitesse moyenne (km/h) |
| ------------- | --------------- | ------ | ---------------------- |
| Katy Marchant | Grande-Bretagne | 12.247 | 58.789                 |
| Miriam Welte  | Allemagne       | +0.343 | +0.343                 |

| Nom                | Pays     | Temps  | Vitesse moyenne (km/h) |
| ------------------ | -------- | ------ | ---------------------- |
| Elis Ligtlee       | Pays-Bas | 11.360 | 63.380                 |
| Simona Krupeckaitė | Lituanie | +0.033 | +0.025                 |

| Nom            | Pays             | Temps  | Vitesse moyenne (km/h) |
| -------------- | ---------------- | ------ | ---------------------- |
| Kristina Vogel | Allemagne        | 11.197 | 64.302                 |
| Natasha Hansen | Nouvelle-Zélande | +0.092 | +0.092                 |

### Repêchage du deuxième tour
| Nom                | Pays             | Temps  | Vitesse moyenne (km/h) |
| ------------------ | ---------------- | ------ | ---------------------- |
| Simona Krupeckaitė | Lituanie         | 11.614 | 61.994                 |
| Virginie Cueff     | France           | +0.001 | +0.001                 |
| Natasha Hansen     | Nouvelle-Zélande | +0.150 | +0.150                 |

| Nom           | Pays      | Temps  | Vitesse moyenne (km/h) |
| ------------- | --------- | ------ | ---------------------- |
| Zhong Tianshi | Chine     | 11.557 | 62.299                 |
| Anna Meares   | Australie | +0.082 | +0.082                 |
| Miriam Welte  | Allemagne | +1.766 | +1.766                 |

### Match de classement pour les9eaux12eplaces
| Nom            | Pays             | Temps  | Vitesse moyenne (km/h) | Rang |
| -------------- | ---------------- | ------ | ---------------------- | ---- |
| Natasha Hansen | Nouvelle-Zélande | 11.852 | 61.042                 | 9    |
| Anna Meares    | Australie        | +0.068 | +0.068                 | 10   |
| Miriam Welte   | Allemagne        | +0.174 | +0.174                 | 11   |
| Virginie Cueff | France           | +0.181 | +0.181                 | 12   |

### Quarts de finale
| Nom           | Pays            | Temps (Course 1) | Temps (Course 2) |
| ------------- | --------------- | ---------------- | ---------------- |
| Becky James   | Grande-Bretagne | 11.289           | 11.243           |
| Zhong Tianshi | Chine           | +0.025           | +0.016           |

| Nom                | Pays            | Temps (Course 1) | Temps (Course 2) |
| ------------------ | --------------- | ---------------- | ---------------- |
| Katy Marchant      | Grande-Bretagne | 11.225           | 11.342           |
| Simona Krupeckaitė | Lituanie        | +1.139           | +0.232           |

| Nom            | Pays      | Temps (Course 1) | Temps (Course 2) |
| -------------- | --------- | ---------------- | ---------------- |
| Kristina Vogel | Allemagne | 11.230           | 11.373           |
| Lee Wai Sze    | Hong Kong | +0.044           | +0.189           |

| Nom               | Pays     | Temps (Course 1) | Temps (Course 2) |
| ----------------- | -------- | ---------------- | ---------------- |
| Elis Ligtlee      | Pays-Bas | 11.405           | 11.391           |
| Anastasia Voynova | Russie   | +0.033           | +0.007           |

### Match de classement pour les5eaux8eplaces
| Nom                | Pays      | Temps  | Vitesse moyenne (km/h) | Rang |
| ------------------ | --------- | ------ | ---------------------- | ---- |
| Zhong Tianshi      | Chine     | 11.197 | 64.302                 | 5    |
| Lee Wai Sze        | Hong Kong | +0.005 | +0.005                 | 6    |
| Simona Krupeckaitė | Lituanie  | +0.203 | +0.203                 | 7    |
| Anastasia Voynova  | Russie    | +0.353 | +0.353                 | 8    |

### Demi-finales
| Nom          | Pays            | Temps (Course 1) | Temps (Course 2) |
| ------------ | --------------- | ---------------- | ---------------- |
| Becky James  | Grande-Bretagne | 11.246           | 10.970           |
| Elis Ligtlee | Pays-Bas        | +0.038           | +0.400           |

| Nom            | Pays            | Temps (Course 1) | Temps (Course 2) |
| -------------- | --------------- | ---------------- | ---------------- |
| Kristina Vogel | Allemagne       | 11.302           | 11.153           |
| Katy Marchant  | Grande-Bretagne | +0.065           | +0.089           |

### Finales
Match pour la médaille de bronze
| Nom           | Pays            | Temps (Course 1) | Temps (Course 2) |
| ------------- | --------------- | ---------------- | ---------------- |
| Katy Marchant | Grande-Bretagne | 11.237           | 11.424           |
| Elis Ligtlee  | Pays-Bas        | +0.087           | +0.007           |

Match pour la médaille d'or
| Nom            | Pays            | Temps (Course 1) | Temps (Course 2) |
| -------------- | --------------- | ---------------- | ---------------- |
| Kristina Vogel | Allemagne       | 11.237           | 11.312           |
| Becky James    | Grande-Bretagne | +0.016           | +0.004           |